# Nürnberger Zeitung
Die Nürnberger Zeitung (NZ) ist eine regionale Tageszeitung mit dem Untertitel „Fränkischer Kurier“. Als „Nordbayerische Zeitung“ ist die NZ seit 1968 auch außerhalb Nürnbergs verbreitet. Sie ist Teil des nordbayerischen Pressekonzerns Verlag Nürnberger Presse Druckhaus Nürnberg. Beigefügt sind der NZ täglich der „Nürnberger Stadtanzeiger“ und wöchentlich das „MAGAZIN am Wochenende“ (früher: „NZ am Wochenende“). Die NZ wird seit Oktober 2020 von einer Zentralredaktion gemeinsam mit den Nürnberger Nachrichten und der Website www.nordbayern.de betrieben.

## Geschichte

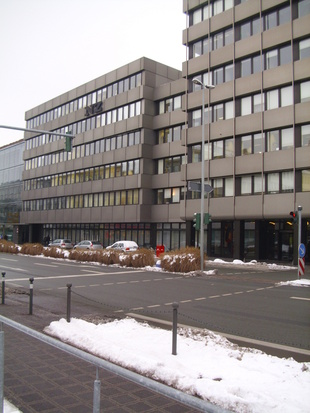
Ehemaliges Verlagsgebäude der Nürnberger Zeitung an der Marienstraße (Januar 2010)

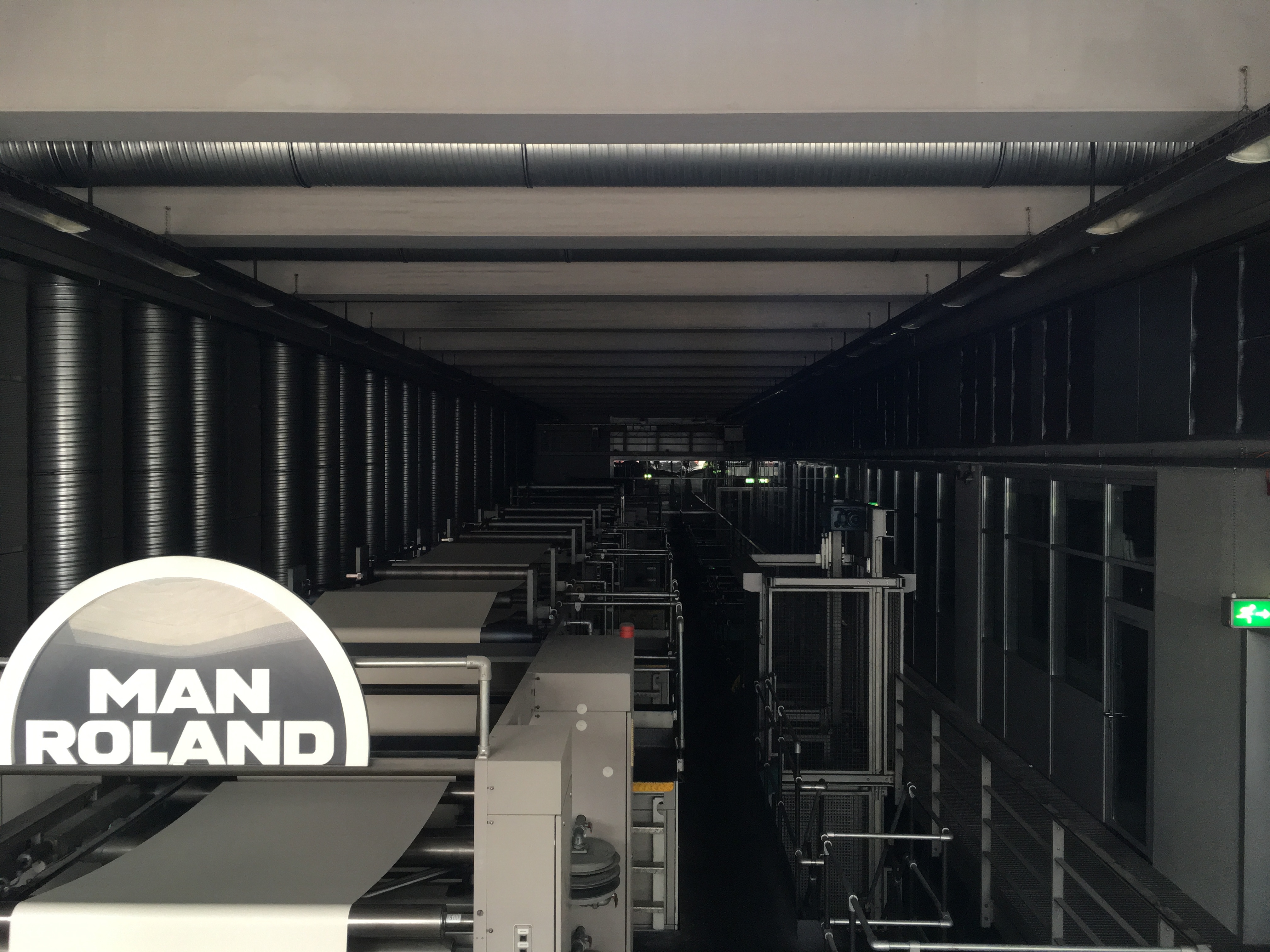
Druckerpressen in der Gleißbühlstraße

Im Jahr 2004 feierte die „Nürnberger Zeitung“ (NZ) als eine der ältesten deutschen Tageszeitungen ihr zweihundertjähriges Bestehen. Gegründet wurde die Zeitung im Sommer 1804 vom württembergischen und dem hohenlohischen Gesandten beim Fränkischen Reichskreis in Nürnberg, Ludwig von Taube und von Schaden, zusammen mit dem Kartographen Hammer als „Fränkischer Kreiscorrespondent von und für Deutschland“. Er wurde später umbenannt in „Korrespondent von und für Deutschland“.
Vorteilhaft war für die Zeitung, dass Nürnberg im Mittelpunkt zahlreicher Handels- und Postwege lag, so dass die Stadt auch ein Nachrichtenzentrum war. Außerdem erhielt die Zeitung über ihr europaweites Briefkorrespondentennetz die neuesten Informationen. Dadurch war die Zeitung aktuell und attraktiv für einen Abonnentenkreis von Beamten, Adligen und Militärs in ganz Deutschland und dem benachbarten deutschsprachigen Ausland.
Als eine der ersten deutschen Tageszeitungen hatte der „Korrespondent“ ab 1807 ein Feuilleton, in dem nichtpolitische und kulturelle Nachrichten abgedruckt wurden, die von der Zensur weniger scharf kontrolliert wurden.
Mit den Hauptschriftleitern (heute: Chefredakteuren) Jakob Henle (1829–1845) und Philipp Feust (1846–1880) standen über einen langen Zeitraum zwei jüdische Intellektuelle an der Spitze des Blattes. Philipp Feust machte aus einem reinen Nachrichtenblatt ein Meinungsblatt mit Kommentaren. Er erweiterte das Informationsangebot, so dass neben der Innen- und Außenpolitik und dem Feuilleton auch der Wirtschaftsteil hinzukamen.
Ab 1880 steuerte die Zeitung einen nationalliberalen Kurs. 1890 fusionierte der „Korrespondent von und für Deutschland“ mit dem „Generalanzeiger für Nürnberg, Fürth und Umgebung“, der nun auch Titelgeber wurde. Die Zeitung entwickelte sich zu einer Lokalzeitung, die sich hauptsächlich über den Verkauf von Anzeigen finanzierte. 1913 nannte sich das Blatt erstmals „Nürnberger Zeitung“. Diesen Namen hatte die Zeitung „Fränkischer Kurier“ 1842–1846 getragen. Die Redaktion achtete auf parteipolitische Neutralität. Infolge der vielfältigen Lokal- und Regionalberichterstattung erreichte die NZ zu Beginn der 1930er Jahre eine Auflage von etwa 80.000 täglich verkauften Exemplaren.
Der Rabbiner Max Freudenthal hatte die NZ noch 1929 dafür gelobt, dass sie dem Judenhass „niemals ihre Spalten geöffnet hat“. Doch im Dritten Reich wurde auch die NZ als bürgerliche Zeitung politisch gleichgeschaltet, so dass ab 1933 Nachrichten und Kommentare in Konkurrenz zum NSDAP-Organ „Fränkische Tageszeitung“, die in der Druckerei der Nordbayerischen Zeitung unter ihrem Direktor, dem Gaupressewart Max Fink hergestellt wurde, zunehmend antisemitisch und nationalsozialistisch gefärbt waren. Das Erscheinen der NZ musste am 31. März 1943 aus „kriegswichtigen“ Gründen eingestellt werden.
Nach dem Zweiten Weltkrieg durfte die NZ erst am 22. August 1949 wieder erscheinen. Daher hatte die NZ ihre führende Position an die „Nürnberger Nachrichten“ verloren, die bereits am 11. Oktober 1945 von den Besatzungsmächten die Lizenz Nr. 3 in Bayern erhalten hatten. Die NZ schloss sich 1951 mit der „Nordbayerischen Zeitung“ zusammen. Seitdem trägt sie im Untertitel den Namen „Fränkischer Kurier“.
1961 beteiligte sich die hinter den „Nürnberger Nachrichten“ stehende „Pressehaus GmbH“ am NZ-Verlag. 1968 erweiterte die NZ unter dem Titel „Nordbayerische Zeitung“ ihr Verbreitungsgebiet über Nürnberg hinaus. In den 1970er und 1980er Jahren übernahm die „Pressehaus GmbH“ dann die NZ ganz.

## Redaktion - Ressorts
Die bis dato eigenständige Redaktion der NZ mit bis zu 60 Redakteuren wurde zum 1. Oktober 2020 fusioniert mit der Redaktion der Nürnberger Nachrichten und nordbayern.de zu einer Zentralredaktion. Zahlreiche Redakteure haben im Zuge dessen ein Abfindungsprogramm angenommen und die NZ verlassen. Die NZ orientierte sich tendenziell an den Interessen einer konservativ-liberalen Leserschaft. Am 1. August 1999 übernahm sie die Presseorthographie der Deutschen Presse-Agentur.
- Chefredakteure: Michael Husarek
- Frühere Chefredakteure: Edgar Traugott (1963–1977), Fritz Meurer (1977–1978), Gustav Roeder (1978–1991), Alexander Rhomberg (1991–1992), Martin Döbert (1991–1997), Rainer Hajeck (1997–2006), Diethard Prell (1997–2008), Raimund Kirch (-2016), André Fischer (-2022), Stephan Sohr (-2024)
- Politik: Verena Litz
- Nürnberg: Gabriele Eisenack
- Sport: Sebastian Böhm, Katharina Tontsch
- Leben: Johannes Alles, Thomas Heinold
- Korrespondent: Ralf Müller, München

Kolumnist ist Klaus Schamberger, der jeweils mostags eine eigene Rubrik hat. Vorher war Schamberger Kolumnist der Abendzeitung Nürnberg.

## Frühere Redakteure
- Dieter Bracke, Buchautor
- Herbert Heinzelmann, freier Journalist und Publizist
- Markus Kaiser, Professor für Medieninnovationen und digitalen Journalismus an der Technischen Hochschule Nürnberg Georg Simon Ohm; vorher: Geschäftsführer MedienNetzwerk Bayern/MedienCampus Bayern[3]
- Michael Nordschild, früherer Geschäftsführer Nürnberger Initiative für Kommunikationswirtschaft
- Daniela Schadt, Lebensgefährtin des ehemaligen Bundespräsidenten Joachim Gauck
- Kurt Schmidtpeter, Fotograf
- Franz Josef Wagner, "Post von Wagner" in Bild

## Auszeichnungen
- 1994 Theodor-Wolff-Preis, Journalistenpreis der deutschen Zeitungen, für Gudrun Bayer
- 1996 Alexander-Rhomberg-Preis für Gabriele Seitz
- 2008 Medienpreis der Sparda-Stiftung für Irini Paul

## Internet
- nordbayern.de ist der Onlinedienst von „Nürnberger Nachrichten“ und „Nürnberger Zeitung“. Er wurde am 7. Oktober 1996 gegründet.[4]
- Die NZ ist auch als „e-Paper“ verfügbar.

## Verlag und Gesellschafter
- Nordbayerische Verlagsgesellschaft mbH in Nürnberg (bis 31. Dezember 2019). Vertretungsberechtigter Geschäftsführer: Verleger Bruno Schnell (t)
- Verlag Nürnberger Presse Druckhaus Nürnberg GmbH & Co. KG (seit 1. Januar 2020)
- Gesellschafter der Nordbayerischen Verlagsgesellschaft mbH: Pressehaus GmbH, Nürnberg, 100 %

Gesellschafter der Pressehaus GmbH, Nürnberg:
- 1. Bruno Schnell, Verleger, Nürnberg, 25 %;
- 2. Erbengemeinschaft Heinrich G. Merkel, Nürnberg, 25 %;
- 3. Elisabeth Drexel, Erben, 10 %;
- 4. Walter GmbH, Nürnberg, 10 %;
- 5. Eigenanteile 30 %

Die Beteiligungen zu 2. und 3. unterliegen der Testamentsvollstreckung (Bruno Schnell und Karl Stöckl).